# Aller media
Aller Media AB är ett svenskt mediebolag med huvudkontor i Stockholm. Företaget är del av den nordiska Allerkoncernen (Aller A/S), som ägs av den danska familjen Aller och har verksamhet i Sverige, Danmark, Norge och Finland. Fram till mars 2024 har Aller Media-gruppen letts i egna organisationer i vart och ett av de nordiska länderna. Nu har länderna en gemensam nordisk struktur, Aller Media Nordic.

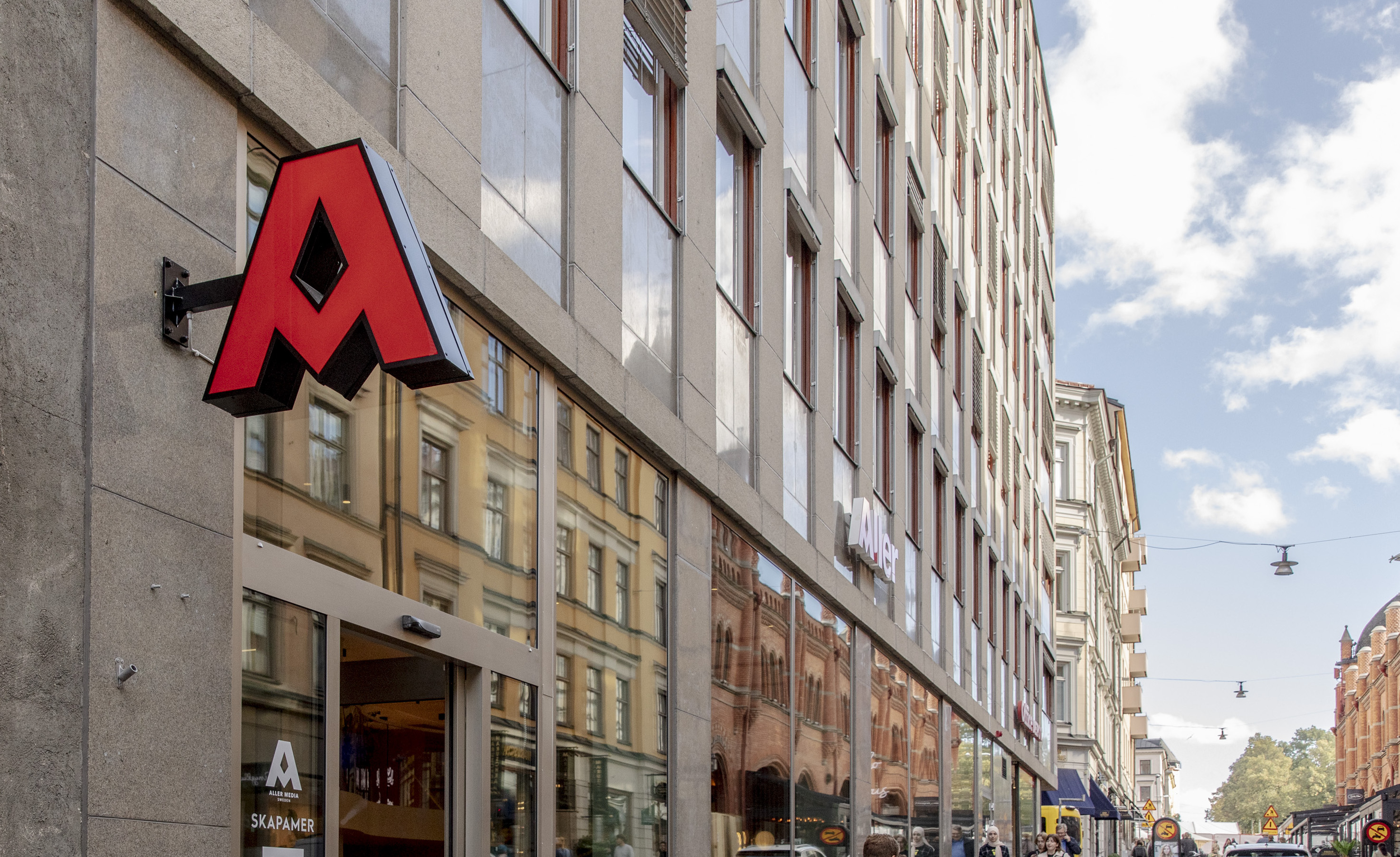
Aller Medias huvudkontor i Stockholm, på Humlegårdsgatan.

Aller Media har kontor i Stockholm och hade tidigare ett kontor i Malmö som stängdes våren 2023.

## Affärsområde
Den svenska Aller Media-koncernen bestod tidigare av tre affärsområden: Media, E-commerce och det nordiska byrånätverket Ahead Group. E-commerce avvecklades hösten 2023  och efter den nya omorganiseringen ligger Ahead Group direkt under Aller A/S.
Aller Media ABs affärsområde är media. Här ingår bland annat print, B2B, influencers, event, videoproduktion och podcast. Aller Media äger 22 varumärken  som skapar innehåll till en huvudsaklig kvinnlig målgrupp, bland annat Allers, Året Runt, Hemmets, Svensk Damtidning, Hänt Extra, Elle, Elle Decoration, Residence, allas.se och Femina.
Inom affärsområdet Media är Aller Media marknadsledande inom populärpress i Sverige, med en marknadsandel på 51 % med 2,2 miljoner läsare i månaden.
Svenska Aller Media omsatte under det brutna räkenskapsåret 2020/2021 cirka 1,7 miljarder kronor. Räkenskapsåret därpå, 2021/2022, landar företaget på ungefär samma siffra, med en tillväxt på nästan en procent. För räkenskapsåret 2022/2023 landade Aller Media ABs intäkter på cirka 1,6 miljarder kronor vilket är en minskning på cirka 9 % jämfört mot föregående år.
Företaget har cirka 300 anställda.

### Ahead Group
I Ahead Group ingår företag som arbetar med bland annat Content marketing, Digitala tjänster, Reklam, Live events och CRM-tjänster. I Sverige består Ahead Group av content marketing-byråerna Make Your Mark och OTW, kommunikationsbyrån Narva, MarTech-byrån Oculos, performancebyrån Clay samt Ahead Publishing.   
OTW är en kommunikations- och content marketing-byrå som hjälper sina kunder med strategi och produktion. OTW Group AB tar fram strategier, producerar tidningstitlar, flera hundra timmar rörlig bild och en mängd digital- och social media. Bolaget grundades 1996 och är i dag en ledande contentbyrå i Norden och är en av de mest prisbelönta contentbyråerna i Skandinavien. 

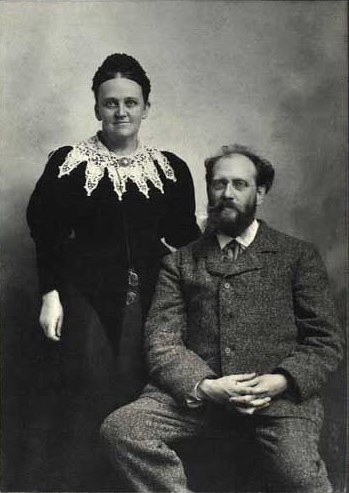
Laura och Carl Julius Aller, 1896.

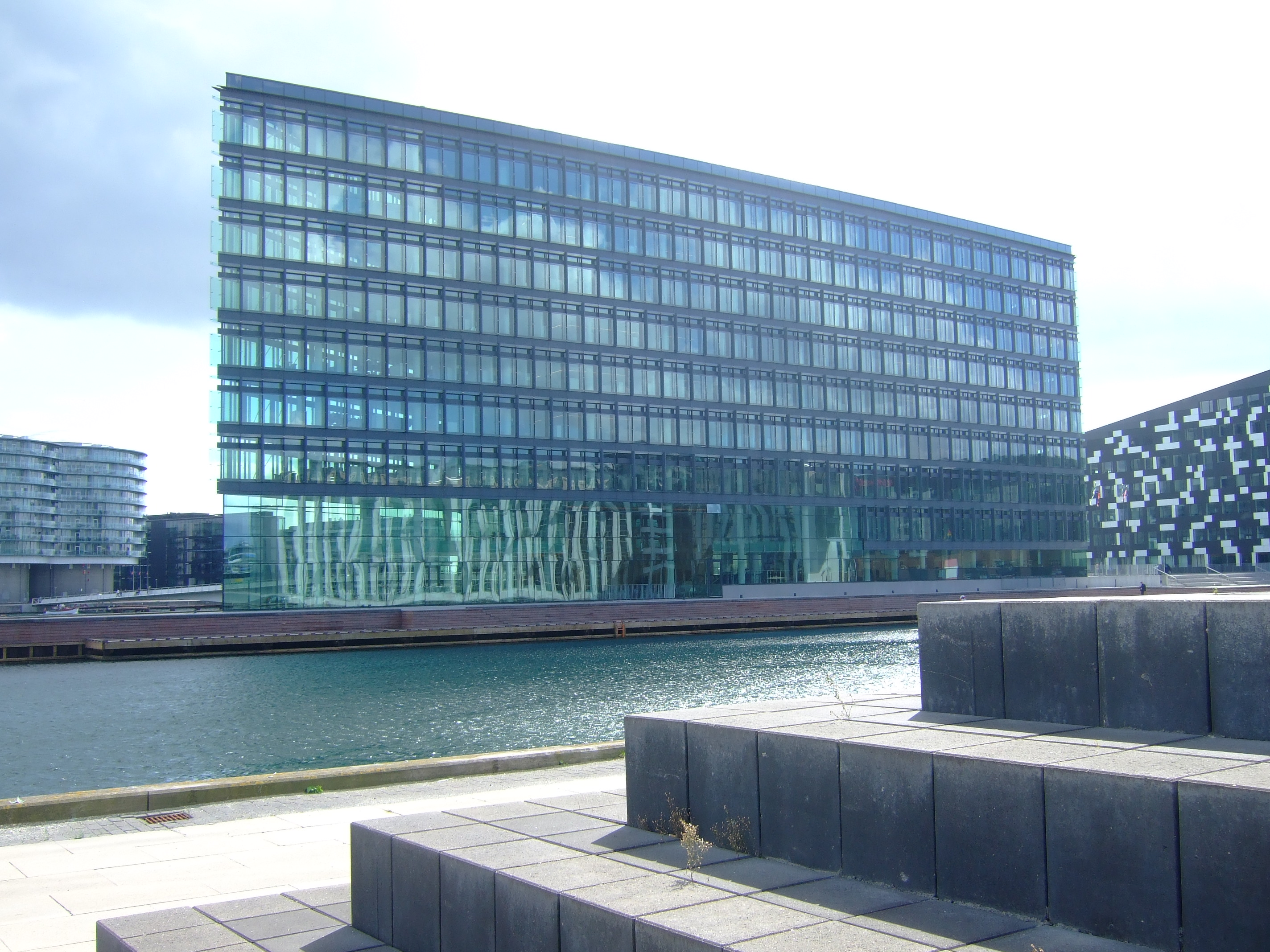
Allerkoncernens danska huvudkontor på Havneholmen i Köpenhamn.

## Historia
Aller A/S har mediebolag i Sverige, Danmark, Norge och Finland. Ursprunget till koncernen var Allers Etablissement (senare Aller A/S) som 1873 grundades i Köpenhamn av Carl Julius Aller och hans hustru Laura Aller. Året därpå började utgivningen av magasinet Nordisk Mønster Tidende (idag utgiven under namnet Femina), och 1877 startades tidningen Illustreret Familie Journal.
Under 1890-talet expanderades utgivningen till att även omfatta Sverige och Norge. Svenska Aller AB (idag Aller Media AB, sedan 1898 som aktiebolag) grundades 1894, och Norsk Aller A/S (dagens Aller Media A/S) grundades tre år senare. 1992 (det vill säga ett knappt sekel senare) startades utgivning även i Finland, via grundandet av förlaget Aller Julkaisut OY.

## Varumärken i urval
Aller Medias varumärken finns i flera olika kanaler, såväl tryckta som digitala och omfattar följande titlar: 
- Allers 1877
- Svensk Damtidning 1889
- Hemmets veckotidning 1929
- Allas 1931
- Femina 1944
- Året Runt 1946
- Hänt i Veckan 1964-1994 (ersatte 2014 Se & Hör)
- Antik & Auktion 1975
- MåBra 1976
- Hänt Extra 1986
- Elle 1988
- Elle Mat & Vin 1995
- Allers Trädgård 1998
- Residence 2000
- TV-Guiden 2004
- Hänt.se 2014
- Allas.se 2019

## Tidigare varumärken
- Allers Mönster Tidning 1874
- Café 1990-2018
- Drömhem och Trädgård 2005-2018
- Foto 1939-2015
- Se & Hör 1994-2014 (ersattes 2014 av Hänt i Veckan)
- FIB aktuellt 1963-2010
- Laura 2006-2009
- Aktuell fotografi 1972-1992
- Hej! 1968-1969

2017 lanserades Baaam en digital och plattformsoberoende medietjänst för Sveriges kvinnor i åldern 20–35 år. Baaam lades ner 2022. 2016 lanserades den digitala receptappen Stowr som låter användaren samla alla sina recept, digitala som handskrivna, på en och samma plats. Stowr har avvecklats och togs bort från Playstore samt App store 1 februari 2021.

## Källhänvisningar
1. ↑  ”Översikt”. Solidinfo. Arkiverad från originalet den 22 december 2014. https://web.archive.org/web/20141222110715/http://www.solidinfo.se/foretag/aller-media-ab. Läst 15 december 2014.
2. ↑  ”Aller får gemensam nordisk struktur”. Dagens Media. https://www.dagensmedia.se/medier/tidskrifter/aller-far-gemensam-nordisk-struktur/. Läst 8 maj 2024.
3. ↑  ”Aller Media stänger Malmökontoret och fokuserar svenska verksamheten till Stockholm”. News Øresund. https://www.newsoresund.se/aller-media-stanger-malmokontoret/. Läst 8 maj 2024.
4. ↑  ”Aller Media lägger ned e-handeln”. Dagens Media. https://www.dagensmedia.se/medier/tidskrifter/aller-media-lagger-ned-e-handeln/. Läst 8 maj 2024.
5. ↑  ”Koncern”. Aller Media. https://www.aller.se/koncern/. Läst 8 maj 2024.
6. ↑  ”Varumärken”. Aller Media. https://www.aller.se/varumarken/. Läst 8 maj 2024.
7. ↑  ”aller.se/koncern”. aller.se. https://www.aller.se/koncern/. Läst 2 januari 2023.
8. ↑  ”aller.se/vara-varumarken”. Aller Media. Arkiverad från originalet den 2 januari 2023. https://web.archive.org/web/20230102115326/https://www.aller.se/vara-varumarken/. Läst 2 januari 2023.
9. ↑  ”Aller Media gör rekordresultat igen”. Aller Media. https://www.mynewsdesk.com/se/allermedia/pressreleases/aller-media-goer-rekordresultat-igen-3156262. Läst 2 januari 2023.
10. ↑  ”Aller Media fortsätter leverera starkt resultat och framtidssäkrar koncernen”. Aller Media. https://www.aller.se/aller-media-fortsatter-leverera-starkt-resultat-och-framtidssakrar-koncernen/#:~:text=F%C3%B6r%20r%C3%A4kenskaps%C3%A5ret%202021%2F2022%5B1,resultatet%20till%20131%2C5%20MSEK.. Läst 8 maj 2024.
11. ↑  ”Aller Media minskar omsättning och vinst”. Placera.se. https://www.placera.se/placera/telegram/2024/01/18/aller-media-minskar-omsattning-och-vinst.html#:~:text=Aller%20Media%20minskade%20oms%C3%A4ttningen%20och,procent%20(7%2C4).. Läst 8 maj 2024.
12. ↑  ”OTW - Nordens ledande contentbyrå”. OTW. http://www.otw.se. Läst 13 februari 2017.
13. 1 2  ”aller.com/om-aller”. Aller A/S. https://aller.com/om-aller/. Läst 2 januari 2023.
14. ↑  ”Grunddata”. Solidinfo. Arkiverad från originalet den 22 december 2014. https://web.archive.org/web/20141222110705/http://www.solidinfo.se/foretag/aller-media-ab/grunddata. Läst 15 december 2014.
15. ↑  ”Våra varumärken”. Aller Media. https://www.aller.se/varumarken/. Läst 8 maj 2024.
16. ↑  Baaam
17. ↑  ”Samla, organisera och använd alla dina recept - Stowr”. www.stowr.se. https://www.stowr.se. Läst 13 februari 2017.